# Willem Christiaans
Willem Christiaans OSFS (ur. 12 lutego 1961 w Gabis) – namibijski duchowny katolicki, biskup Keetmanshoop od 2018.

## Życiorys

### Prezbiterat
Święcenia kapłańskie otrzymał 10 grudnia 1988 w zgromadzeniu oblatów św. Franciszka Salezego. Po święceniach kierował pre-nowicjatem i scholastykatem, a w latach 1993–2005 pełnił funkcję prowincjała. W kolejnych latach pracował duszpastersko w zakonnych parafiach na terenie diecezji Keetmanshoop (w latach 2008–2013 był też wikariuszem generalnym tej diecezji), natomiast w 2013 objął stanowisko krajowego dyrektora Papieskich Dzieł Misyjnych. W 2017 wybrany administratorem diecezji Keetmanshoop.

### Episkopat
7 lutego 2018 papież Franciszek mianował go biskupem diecezji Keetmanshoop. Sakry udzielił mu 5 maja 2018 arcybiskup Protase Rugambwa.